# LDA (chanteur)
Luca D'Alessio (né à Naples le 27 mars 2003), connu sous le nom de LDA, est un chanteur, rappeur et compositeur italien.

## Biographie
Luca D'Alessio est né à Naples, fils de l'auteur-compositeur italien Gigi D'Alessio et de Carmela Barbato. Il a commencé à développer un intérêt pour la musique et compose. Le 27 mars 2020, il sort son premier single «  Resta  », suivi du single « Vediamoci stasera  » avec le rappeur italien Astol et le chanteur espagnol Robledo.
En mars 2021, il sort le single « Vivimi  »  et participe en tant qu'invité à l'album Buongiorno de Gigi D'Alessio, en duo sur le morceau éponyme et le single  « Di notte  ». La même année, il participe à la 21e saison de l'émission de talents Amici di Maria De Filippi, atteignant la dernière étape de l'émission où il se classe cinquième dans la catégorie « Chanteurs  », et publie les singles « Quello che fa male  », « Sai  » et « Scusa  », le premier suivi d'une version espagnole est récompensé d'un disque de platine.
Le 25 avril 2022, il sort le single « Bandana  », qui reçoit un disque d'or et précède la sortie du premier EP « LDA  » ,classé numéro 3 de la Classifica FIMI Artisti . Le 4 décembre 2022, La participation de LDA au Festival de musique de Sanremo 2023 est annoncée avec le morceau "Se poi domani.

## Discographie

### Extended Play
| Titre | Détails de l'EP                                    | Meilleure position aux classements musicaux |
| Titre | Détails de l'EP                                    | ITA                                         |
| ----- | -------------------------------------------------- | ------------------------------------------- |
| LDA   | - Sortie : 13 mai 2022 - Label : GGD, Sony Musique | 3                                           |

### Singles

#### En tant qu'artiste principal
| Titre                                                                             | Année | Meilleure position aux classements musicaux | Récompenses       | Album |
| Titre                                                                             | Année | ITA                                         | Récompenses       | Album |
| --------------------------------------------------------------------------------- | ----- | ------------------------------------------- | ----------------- | ----- |
| "Resta"                                                                           | 2020  | —                                           |                   | LDA   |
| Vediamoci stasera (avec la participation d'Astol et de Robledo)                   | 2020  | —                                           |                   |       |
| « Vivimi »                                                                        | 2021  | —                                           |                   | LDA   |
| Quello che fa male                                                                | 2021  | 14                                          | - FIMI : Platine. | LDA   |
| Saï                                                                               | 2021  | —                                           |                   | LDA   |
| Scusa                                                                             | 2021  | —                                           |                   | LDA   |
| Bandana                                                                           | 2021  | 55                                          | - FIMI : Or       | LDA   |
| Cado (avec Albe)                                                                  | 2022  | —                                           |                   |       |
| - désigne les singles qui n'ont pas été répertoriés ou qui n'ont pas été publiés. |       |                                             |                   |       |

#### En tant qu'artiste vedette
| Titre | Année | Meilleure position aux classements musicaux | Récompenses | Album      |
| Titre | Année | ITA                                         | Récompenses | Album      |
| --- | ----- | ------------------------------------------- | ----------- | ---------- |
| Di notte (Gigi D'Alessio avec la participation de LDA)                                                                                        | 2020  | —                                           |             | Buongiorno |
| Buongiorno (Gigi D'Alessio avec Vale Lambo, MV Killa, CoCo, LDA, Enzo Dong, Franco Ricciardi, Lele Blade, Clementino, Geolier et Samurai Jay) | 2020  | 44                                          | - FIMI : Or | Buongiorno |
| - désigne les singles qui n'ont pas été répertoriés ou qui n'ont pas été publiés.                                                             |       |                                             |             |            |

## Télévision
| Année     | Titre                            | Rôle                  | Remarques                |
| --------- | -------------------------------- | --------------------- | ------------------------ |
| 2021–2022 | Amici di Maria De Filippi        | Lui-même / Concurrent | Télé-crochet (saison 21) |
| 2023      | Festival musical de Sanremo 2023 | Lui-même / Concurrent |                          |